# Брусье
Брусье — поселение этнических корейцев (деревня) на реке Брусья в Посьетском районе Южно-Усурийского округа Российской империи, в настоящее время не существует. После 1911 года состояло из двух поселений Верхние Брусья и Нижние Брусья.
Образовано в 1885 году, входило в состав Янчихского корейского общества, расселено в 1937 году в связи с депортацией корейцев в Среднюю Азию, с 1939 по 1940 годы строительным отделением Приморлага НКВД СССР в границах поселения идёт строительство (реконструкция) железной дороги (Стройка № 206), в 1941 году железнодорожная станция (разъезд), в границах посёлка Брусье (Нижние Брусья, исключены из учётных данных в 1937 году), названа именем Героя Советского Союза, участника конфликта на озере Хасан
Бамбурова Сергея Никоноровича — Бамбурово, наименование Брусье (Брусья/Верхние Брусья) исключено из учётных данных в 1960 году.

## География
Поселение располагалось в долине реки Брусья, в 5 км от её впадения в бухту Северная Славянского залива.

## История

### 1860—1917
В 1860 году после подписания Пекинского договора между Российской империей и Империей Цин Приморье было включено в состав Российского государства, что наряду с плохими урожаями и высокими государственными налогами дало начало массовой иммиграции корейцев в Приморье, начавшейся в 1864 году.
Переселенцам приходилось переправляться через реку Туманную (кор.두만강), которая являлась границей между Российской империей и Кореей. В последующем количество корейского населения увеличилось и они расселились по территории которую сейчас занимает Хасанский район. Первыми жителями Брусье стали жители именно разросшегося Тизинхе.
Население в основном занималось сельским хозяйством, выращиванием овса, будды, чумизы, бобов, кукурузы, просо, картофеля, огородных овощей.

### 1918—1937
С установлением советской власти, посёлок (включая Верхние Брусья, Нижние Брусья) в подчинении [[Брусьевский сельсовет|Брусьевского сельсовета.
В 1929 году «массовое кооперирование советского крестьянства» в полной мере распространилось и на Посьетский корейский национальный район, ставший сегодня Хасанским районом, тогда же территория была объявлена районом «сплошной коллективизации».
С 1934 года созданы Верхнебрусьевский и Новобрусьевский сельсовет. В посёлке Верхние Брусья начал действовать колхоз «Красный сад», в Нижних Брусьях — колхоз «Крепость Востока».
В августе 1937 года Совет Народных Комиссаров СССР и Центральный комитет ВКП(б) приняли специальное постановление "№ 1428—326 «О выселении корейского населения из пограничных районов Дальневосточного края» от 21.08.1937 г., подписанного Сталиным и Молотовым.
Согласно Решению Политбюро ЦК ВКП(б) № П51/734 от 21 августа 1937 года: "В целях пресечения проникновения японского шпионажа в ДВК, руководству Дальневосточного края было предложено в срок до 1 января 1937 г. выселить корейское население из пограничных районов в Южно-Казахстанскую область, а также в районы Аральского моря и Балхаша, Узбекскую ССР. Подлежащим переселению корейцам было разрешено брать с собой имущество, хозяйственный инвентарь и живность, а также получать возмещение стоимости оставляемого ими движимого и недвижимого имущества и посевов.
23 августа 1937 г. Далькрайисполком ВКП(б), для руководства работой по переселению, создал специальные «тройки». Организацию переселения было решено начать с Посьетского, Барабашского и Надеждинского районов Приморской области.

## География
Памятная книжка Приморской области на 1913 г. Владивосток, 1913.
«Через Славянку с севера на юго-запад проходит Посьетский тракт из Раздольного на Новокиевск (Краскино). Северная часть тракта обслуживает долину р. Брусье; до Брусьевских мостов тракт пролегает по рыбацкому переселенческому участку Эстонскому с дер. Веселой Поляной (Дата создания 1911 год, прекратила существование 1961 году, проживали русские переселенцы) на берегу бухты Туламу, в версте от Славянки. За Брусьевским 2-м мостом от тракта отходит дорога на северо-запад к корейской деревне Брусье, до которой от тракта около 8 верст; на этом пространстве дорога проходит переселенческим рыбацким участком Августовкой (Дата создания 1903 год, проживали русские переселенцы) черезполосным наделом дер. Средне-Брусье (прекратила существование 1937 году, проживали корейские переселенцы) на 4 версте. От дер. Брусье в полуверсте образованы переселенческие участки: к северу — Хедими (Прекратила существование в 1929 году, проживали корейские переселенцы), к западу — Одноречный (Прекратил существование в 1929 году), через оба эти участка проложены дороги, которые через 2 — 3 версты превращаются в тропы; последние, переходя через перевал, соединяют Брусье с долинами Сидеми и Адими. На правом берегу реки Брусье по речке Тумунзе расположен участок Нейнгоф (прекратил существование в 1929 году). Дорога, соединяющая Нейнгоф со Славянкой, на протяжении 10 верст имеет два каменистых перевала… Характер этих участков долинный — степной ближе к морю и значительно лесистый — вдали, ближе к лесным дачам, окаймляющим район с северо-запада».
В ходе обследования Н. А. Насекиным, были оставлены следующие строки: «Вверх по долине Брусья деревня тянется рядами отдельных фанз по берегам реки того же названия верст более чем на 10».

## Статистика
Никольск-Уссурийский уезд Посьетский стан Адиминская волость село Брусье:
На 1891 год:
Дворов — 145;
Душ — 560;
Скота и лошадей — 371.
На 1910 год:
Дворов — 53.
На 1911 год:
Душ — 293.

## Инфраструктура
Здесь же располагалось сельское правление. Также существовала одноклассная церковно-приходская школа (количество учеников с 1907 по 1913 годы: 38-52 человека).

## Религия
В Брусье успешно распространялось православие.

## Известные уроженцы
- Ким Маи Гыма[9] (Серебряков Иван Степанович[10]), родился 6 октября 1886 года, в селе Брусье Посьетского района Приморской области, в семье бедного крестьянина из провинции Хамген (Северная Корея). Корейский патриот, интернационалист.

## Примечание
1. ↑  ЧАСТЬ I. ЗАСЕЛЕНИЕ ПОСЬЕТСКОГО РАЙОНА В КОНЦЕ XIX – НАЧАЛЕ XX вв. Дата обращения: 6 ноября 2023. Архивировано 15 ноября 2022 года.
2. ↑  Статья: «…ОДИН ИЗ ЛУЧШИХ РАБОТНИКОВ…» Дата обращения: 19 декабря 2023. Архивировано 19 декабря 2023 года.
3. ↑  [http://khasan-district.narod.ru/history/list_del_.htm Статья: "Список населенных пунктов Хасанского района переименованных 
или прекративших свое существование."]. Дата обращения: 6 ноября 2023. Архивировано 6 ноября 2023 года.
4. ↑  Административная карта Приморского края 1957 г. Дата обращения: 10 ноября 2023. Архивировано 10 ноября 2023 года.
5. ↑  Постановление Совета Народных Комиссаров Союза ССР и Центрального Комитета ВКП(б) "О выселении корейского населения пограничных районов Дальневосточного края". от 21 августа 1937 г. Дата обращения: 6 ноября 2023. Архивировано 6 ноября 2023 года.
6. ↑  [http://old.memo.ru/history/document/corea.htm Решение Политбюро ЦК ВКП(б) № П51/734
от 21 августа 1937 года]. Дата обращения: 6 ноября 2023. Архивировано 24 июня 2021 года.
7. ↑  Корейская эмиграция на дальнем востоке России : вторая половина XIX в. - 1937 г. Дата обращения: 6 ноября 2023. Архивировано 6 ноября 2023 года.
8. ↑  Статья Б.С. Любатовича «Посьетский район». Дата обращения: 6 ноября 2023. Архивировано 15 ноября 2022 года.
9. ↑  Статья: "Ким Ман Гем (1886)". Дата обращения: 24 ноября 2023. Архивировано 24 ноября 2023 года.
10. ↑  Статья: "Воспоминания о расстрелянных и ссыльных". Дата обращения: 24 ноября 2023. Архивировано 24 ноября 2023 года.